# System APG III
System APG III – nowoczesny system klasyfikacyjny roślin okrytonasiennych opublikowany w roku 2009 przez członków Angiosperm Phylogeny Group. W październiku 2009 członkowie Linnean Society zaproponowali klasyfikację filogenetyczną wszystkich roślin telomowych, kompatybilną z systemem APG III. W 2016 została opublikowana zaktualizowana wersja systemu oznaczona jako APG IV.
W systemie APG III okrytonasienne podzielone zostały na 45 rzędów obecnych także w poprzednim systemie, a dodatkowo opisanych zostało tu 14 nowych:
amborellowce (Amborellales), grzybieniowce (Nymphaeales), zieleńcowce (Chloranthales), Petrosaviales, trochodendronowce (Trochodendrales), bukszpanowce (Buxales), winoroślowce (Vitales), parolistowce (Zygophyllales), Picramniales, Huerteales, Berberidopsidales, Escalloniales, Bruniales i Paracryphiales.
Spośród znajdujących się w poprzedniej wersji 55 rodzin wymienionych jako opcjonalne (ang. bracketed families), w systemie APG III nie zostały wyróżnione 44 rodziny ze względu na ich względnie niewielką popularność. Zrezygnowano także z wyróżniania kolejnych 18 rodzin. W sumie w systemie APG III wyróżniono 415 rodzin, czyli o 42 mniej niż w systemie APG II z 2003. 
Rodziny opcjonalne w systemie APG II, nieobecne w systemie APG III: 
Illiciaceae, Alliaceae, Agapanthaceae, Agavaceae, Aphyllanthaceae, Hesperocallidaceae, Hyacinthaceae, Laxmanniaceae, Ruscaceae, Themidaceae, Asphodelaceae, Hemerocallidaceae, Kingdoniaceae, Fumariaceae, Pteridophyllaceae, Didymelaceae, Tetracentraceae, Pterostemonaceae, Hypseocharitaceae, Francoaceae, Memecylaceae, Lepuropetalaceae, Rhoipteleaceae, Medusagynaceae, Quiinaceae, Malesherbiaceae, Turneraceae, Bretschneideraceae, Diegodendraceae, Cochlospermaceae, Peganaceae, Tetradiclidaceae, Nyssaceae, Ternstroemiaceae, Pellicieraceae, Aucubaceae, Donatiaceae, Lobeliaceae, Desfontainiaceae, Diervillaceae, Dipsacaceae, Linnaeaceae, Morinaceae, Valerianaceae.
Inne rodziny z których wyróżniania zrezygnowano w systemie APG III: 
Limnocharitaceae, Luzuriagaceae, Sparganiaceae, Ledocarpaceae, Heteropyxidaceae, Psiloxylaceae, Oliniaceae, Rhynchocalycaceae, Parnassiaceae, Maesaceae, Myrsinaceae, Theophrastaceae, Eremosynaceae, Polyosmaceae, Tribelaceae, Aralidiaceae, Mackinlayaceae, Melanophyllaceae.
W systemie APG III zaakceptowanych zostało po raz pierwszy 20 nowych rodzin, nieobecnych we wcześniejszych wersjach systemów APG:
Petermanniaceae, Schoepfiaceae, Limeaceae, Lophiocarpaceae, Montiaceae, Talinaceae, Anacampserotaceae, Centroplacaceae, Calophyllaceae, Guamatelaceae, Gerrardinaceae, Dipentodontaceae, Capparaceae, Cleomaceae, Cytinaceae, Mitrastemonaceae, Metteniusaceae, Linderniaceae, Thomandersiaceae, Quintiniaceae.
Liczba rodzin o niejasnej pozycji systematycznej, nie przypisanych do żadnego rzędu została zmniejszona w APG III do 10 z 39 w wersji z 2003. Rodziny Apodanthaceae i Cynomoriaceae stanowią taksony o niejasnej pozycji systematycznej (incertae sedis) w obrębie okrytonasiennych. Osiem pozostałych rodzin umieszczanych jest w różnych grupach grupujących określone rzędy okrytonasiennych. Rodziny o niejasnej pozycji w systemie:
Apodanthaceae, Cynomoriaceae, Dasypogonaceae, Sabiaceae, Dilleniaceae, Icacinaceae, Metteniusaceae, Oncothecaceae, Vahliaceae, Boraginaceae.
Podział okrytonasiennych w systemie APG III do poziomu rzędów i tych rodzin, których pozycja w systemie jest niejasna
- klad okrytonasienne
rząd Amborellales – amborellowce
rząd Nymphaeales – grzybieniowce
rząd Austrobaileyales
rząd Chloranthales – zieleńcowce
klad magnoliowe
rząd Canellales – kanellowce
rząd Laurales – wawrzynowce
rząd Magnoliales – magnoliowce
rząd Piperales – pieprzowce
klad jednoliścienne
rząd Acorales – tatarakowce
rząd Alismatales – żabieńcowce
rząd Asparagales – szparagowce
rząd Dioscoreales – pochrzynowce
rząd Liliales – liliowce
rząd Pandanales – pandanowce
rząd Petrosaviales
klad komelinowe
rodzina Dasypogonaceae - niesklasyfikowana do rzędu
rząd Arecales – arekowce
rząd Commelinales – komelinowce
rząd Poales – wiechlinowce
rząd Zingiberales – imbirowce
prawdopodobnie grupa siostrzana dla dwuliściennych właściwych
rząd Ceratophyllales – rogatkowce
klad dwuliścienne właściwe ("eudicots")
rodzina Sabiaceae - niesklasyfikowana do rzędu
rząd Buxales – bukszpanowce
rząd Proteales – srebrnikowce
rząd Ranunculales – jaskrowce
rząd Trochodendrales – trochodendronowce
klad "core eudicots"
rodzina Dilleniaceae - niesklasyfikowana do rzędu
rząd Gunnerales – parzeplinowce
rząd Saxifragales – skalnicowce
klad różowe
rząd Vitales – winoroślowce
klad "fabids" ("eurosids I")
rząd Celastrales – dławiszowce
rząd Cucurbitales – dyniowce
rząd Fabales – bobowce
rząd Fagales – bukowce
rząd Malpighiales – malpigiowce
rząd Oxalidales – szczawikowce
rząd Rosales – różowce
rząd Zygophyllales – parolistowce
klad "malvids" ("eurosids II")
rząd Brassicales – kapustowce
rząd Crossosomatales
rząd Geraniales – bodziszkowce
rząd Huerteales
rząd Malvales – ślazowce
rząd Myrtales – mirtowce
rząd Picramniales
rząd Sapindales – mydleńcowce
(ciąg dalszy "core eudicots") 
rząd Berberidopsidales
rząd Caryophyllales – goździkowce
rząd Santalales – sandałowce
klad astrowe
rząd Cornales – dereniowce
rząd Ericales – wrzosowce
klad "lamiids" ("euasterids I")
rodzina Boraginaceae ogórecznikowate - niesklasyfikowane do rzędu
rodzina Vahliaceae - niesklasyfikowane do rzędu
rodzina Icacinaceae - niesklasyfikowane do rzędu
rodzina Metteniusaceae - niesklasyfikowane do rzędu
rodzina Oncothecaceae - niesklasyfikowane do rzędu
rząd Garryales
rząd Gentianales – goryczkowce
rząd Lamiales – jasnotowce
rząd Solanales – psiankowce
klad "campanulids" ("euasterids II")
rząd Apiales – selerowce
rząd Aquifoliales – ostrokrzewowce
rząd Asterales – astrowce
rząd Bruniales
rząd Dipsacales – szczeciowce
rząd Escalloniales
rząd Paracryphiales